# Sławianskoje (przystanek kolejowy)
Sławianskoje (ros. Славянское) – przystanek kolejowy w miejscowości Sławianskoje, w rejonie polesskim, w obwodzie królewieckim, w Rosji. Położony jest na linii Królewiec – Sowieck.

## Historia
Dawniej stacja kolejowa. W okresie przynależności tych terenów do Niemiec nosiła nazwę Pronitten. Przebudowana do przystanku w XXI w.